# Digital Learning Day
Digital Learning Day (DLD) je vzdělávací událost, která propaguje používání digitálních technologií ve výuce. Je zaměřena na příklady dobré praxe zavádění ICT do výuky v českých školách. Žáci prezentují svoje výstupy, kterých dosáhli ve výukových hodinách pod vedením svých učitelů, zároveň zlepšují svoje prezentační schopnosti formou online konference, případně předtočeného videa. Akce v České republice vznikla jako inspirace světovým DLD.

## Cíl projektu DLD
Současné množství aplikací, vzdělávacích programů a zařízení znesnadňuje orientaci v nejnovějších technologiích. DLD proto poskytuje prostor inovativním učitelům, kteří je ve své praxi využívají. Cíl se však netýká technologií samotných, neboť jde především o učení. DLD učitelům na celém světě ukazuje, že využívání moderních nástrojů poskytuje příležitost k rozvoji plného potenciálu dětí.
Každý rok je zvoleno nějaké zastřešující téma, které zúčastněné školy libovolným způsobem zpracují. Své výsledky pak zveřejňují ve zhruba hodinovém živém vysílání (Google Hangouts). Během něj žáci jednotlivých škol prezentují výsledky své práce i práci samu.

## DLD ve Spojených státech amerických
V únoru 2017, v rámci 6. ročníku DLD, desítky tisíc pedagogů a studentů po celých Spojených státech amerických demonstrovali, jak mohou technologie zlepšit jejich studium. Přestože byli uzavřeni ve svých třídách, během DLD se studenti pomocí svých zařízení propojili se studenty z jiných škol, aby spolupracovali na projektech, řešili problémy a společně objevovali nové světy a komunity.

## DLD v České republice a jejich témata
Do akce Digital Learning Day se zapojují i základní a střední školy z České republiky a Slovenska.
- DLD 2012 (1. 3.): Jídlo
- DLD 2013 (6. 3.): Využití aplikací Google
- DLD 2013 (20. 11.): Tvoříme pro spolužáky
- DLD 2015 (13. 3.): Technika dříve a dnes[5]
- DLD 2016 (17. 2.): Pět
- DLD 2017 (23. 2.): To byl teda cirkus aneb takhle to u nás chodí[6]

Ročníku 2017 se zúčastnily ZŠ Staňkov, ZŠ Vranovice, Základná škola SNP Horná Ždaňa (Slovensko), Gymnázium Praha 5, Na Zatlance 11 a Střední škola informatiky, poštovnictví a finančnictví Brno, příspěvková organizace.
Koncem roku 2020 však nebyl na mezinárodních stránkách DLD nalezen žádný vyučující z České republiky.